# Erythrina greenwayi
Erythrina greenwayi är en ärtväxtart som beskrevs av Bernard Verdcourt. Erythrina greenwayi ingår i släktet Erythrina och familjen ärtväxter. Inga underarter finns listade i Catalogue of Life.